# Zach Woods

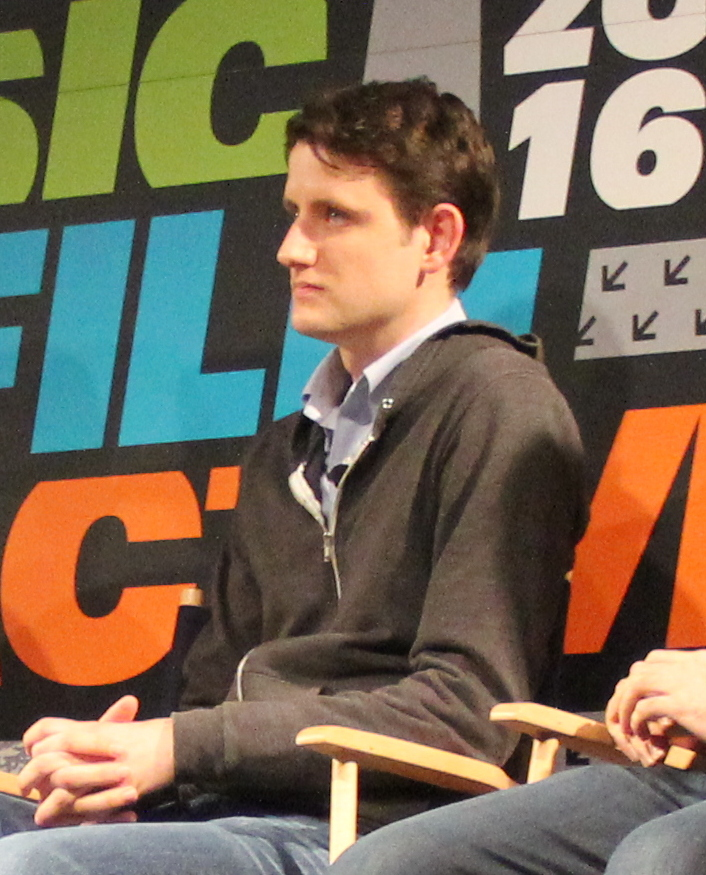
Zach Woods beim SXSW 2016

Zach Woods (* 25. September 1984 in Virginia Beach, Virginia) ist ein US-amerikanischer Schauspieler, Komiker, Regisseur und Drehbuchautor.

## Leben und Karriere
Woods wuchs in Yardley, Pennsylvania auf, wo er 2003 die Pennsbury High School abschloss. 2010 spielte er Gabe Lewis in der NBC-Sitcom Das Büro. Ende 2011 spielte er in der dritten Staffel von Bored to Death mit. Seit 2014 spielt er Rollen in der HBO-Serie Silicon Valley und in der USA-Network-Comedyserie Playing House.
Mit 16 trat Woods zum ersten Mal als Improvisationskünstler im Upright Citizens Brigade Theatre auf und wurde Teil der Improvisationssketchtruppe The Stepfathers, zu denen auch Bobby Moynihan und Chris Gethard gehörten. Später war er an der Columbia University, der Duke University und am Lincoln Center als Lehrer für Improvisation tätig.
Woods spielte auch schon in einigen Filmen mit, unter anderem in Kabinett außer Kontrolle und in Die etwas anderen Cops. Des Weiteren hatte er auch einen Auftritt in dem CollegeHumor-Kurzfilm Adam and Eve in the Friends Zone. 2010 spielte er einen Zombie in einem Werbespot für Starburst-Süßigkeiten.
Er ist außerdem der Protagonist Awkward Boy in der YouTube-Videoserie The Most Awkward Boy in the World.
Mit dem Kurzfilm David gab Woods 2020 sein Regiedebüt. Die Produktion wurde für verschiedene Preise nominiert und ausgezeichnet. So erhielt Woods bei den Internationalen Filmfestspielen von Cannes 2020 eine Nominierung für die Goldene Palme in der Kategorie Bester Kurzfilm. 2024 entwickelte er zusammen mit Mike Judge und Brandon Gardner die Stop-Motion-Comedyserie In the Know für den Streamingdienst Peacock.

## Filmografie (Auswahl)
- 2004: Terrorists
- 2005: My Wife, the Ghost (Fernsehserie, Episode 1x05)
- 2009: Kabinett außer Kontrolle (In the Loop)
- 2010: Die etwas anderen Cops (The Other Guys)
- 2010–2013: The Office (Fernsehserie, 50 Episoden)
- 2011: Funny or Die Presents… (Fernsehserie, Episode 2x09)
- 2011: Bored to Death (Fernsehserie, Episode 3x08)
- 2011: Algebra in Love (Damsels in Distress)
- 2013: Taffe Mädels (The Heat)
- 2013–2014: Veep – Die Vizepräsidentin (Veep, Fernsehserie, 3 Episoden)
- 2013–2016: Good Wife (The Good Wife, Fernsehserie, 4 Episoden)
- 2014: Arrested Development (Fernsehserie, Episode 4x14)
- 2014–2019: Silicon Valley (Fernsehserie, 53 Episoden)
- 2014: Playing House (Fernsehserie, 4 Episoden)
- 2015: Spy – Susan Cooper Undercover (Spy)
- 2016: Ghostbusters (Ghostbusters: Answer the Call)
- 2016: Mascots
- 2017: The LEGO Ninjago Movie (Stimme)
- 2017: Die Verlegerin (The Post)
- 2019: Angry Birds 2 – Der Film (The Angry Birds Movie 2, Stimme)
- 2020: Downhill
- 2020–2022: Avenue 5 (Fernsehserie, 17 Episoden)
- 2020: David (Kurzfilm, Regie und Drehbuch)
- 2022: Spin Me Round
- 2023: The Afterparty (Fernsehserie, 10 Episoden)
- 2024: In the Know (Fernsehserie, 6 Episoden, auch Schöpfer, Regie und Drehbuch)
- 2024: What We Do in the Shadows (Fernsehserie, Episode 6x08)